# Rosa (Zeitschrift)
Rosa (Eigenschreibweise ROSA, jetzt Rosarot) ist die Zeitschrift für Geschlechterforschung der Universität Zürich. Herausgegeben wird sie von einer Gruppe von Studierenden der Universität. Die Rosa erscheint zweimal jährlich, jeweils im Frühjahr und im Herbst. Die einzelnen Ausgaben befassen sich jeweils mit einem bestimmten Thema. Neben dem Thementeil beinhaltet die Zeitschrift auch einen Beitragsteil.
Als Ziele formuliert die Zeitschrift die Ansprache eines breiten, an Geschlechterforschung interessierten Publikums. Es sollen Disziplinen- und Hierarchiegrenzen durchbrochen und zudem theoretische und praktische Ebenen der Geschlechterforschung miteinander verknüpft werden. Wichtiges Anliegen sei es, Schreibende aus verschiedenen Kontexten – inner- wie außeruniversitär – zu gewinnen und insbesondere Studierenden eine Möglichkeit zu geben, Arbeiten zu veröffentlichen.

## Geschichte
Gegründet wurde die Zeitschrift Anfang der 1990er Jahre von Geschichtsstudentinnen der Universität Zürich als ROSA: Zeitschrift der Historikerinnengruppe Zürich. Aufgrund des fehlenden Angebotes zu Frauen- und Geschlechtergeschichte an der Universität begannen Studentinnen sich zu organisieren und gründeten die Historikerinnengruppe Zürich. In ihrer zunächst mit einfachsten Mitteln erstellten Zeitschrift publizierten sie Auszüge eigener Forschungsarbeiten zur Frauen- und Geschlechtergeschichte. Mit zunehmender Vernetzung der Historikerinnen und Aufbau und Fortentwicklung des Fachgebiets wandelte sich die Zeitschrift zunächst zur HistorikerinnenZeitschrift, dann zur Zeitschrift für Geschlechtergeschichte und darauf zur Zeitschrift für Geschlechterforschung. Damit einher ging ein inhaltlicher Wandel. Um ihren gegenwärtigen Anspruch fachgebietsübergreifender Geschlechterforschung zu verwirklichen, steht die Frauen- und Geschlechtergeschichte in der Zeitschrift heute neben anderen Themenschwerpunkten der Geschlechterforschung. Als im Redaktionsteam heute vertretene Studienrichtungen werden angegeben: Anglistik, Computerlinguistik, Ethnologie, Filmwissenschaft, Gender Studies, Germanistik, Geschichte, Philosophie, Politologie, Populäre Kulturen, Publizistik, Religionswissenschaft und Soziologie.